# قطعنامه ۸۷۲ شورای امنیت
قطعنامه ۸۷۲ شورای امنیت سازمان ملل متحد که در تاریخ ۰۵ اکتبر ۱۹۹۳ تصویب شد، سندی بین‌المللی دربارهٔ وضعیت در رواندا است. این قطعنامه طی نشست ۳۲۸۸ام با ۱۵ رای موافق، ۰ مخالف و ۰ ممتنع تصویب شد.